# الطيب بن عيسى

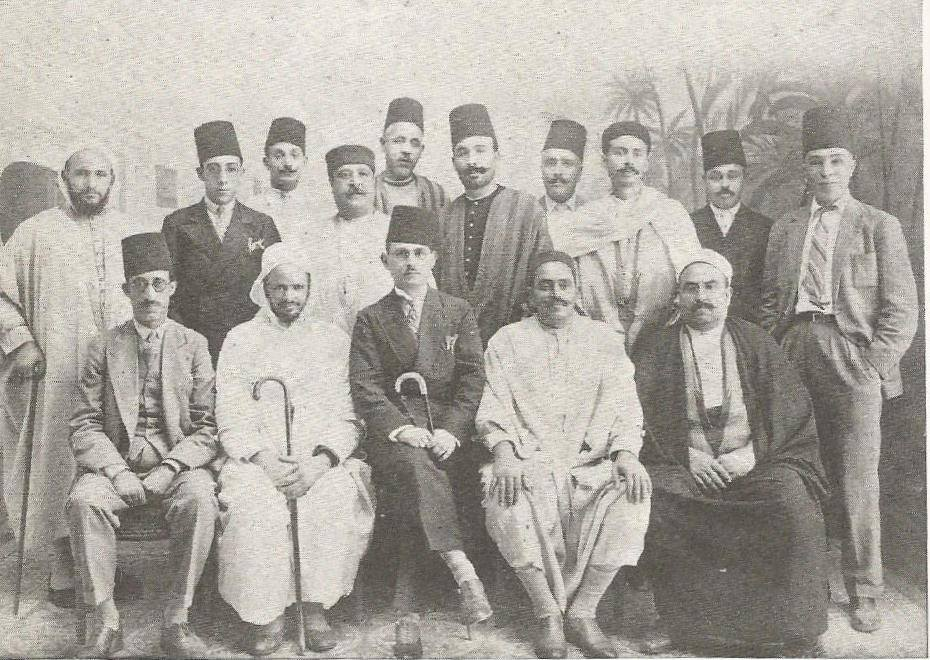
الطيب بن عيسى في حفل تكريم أحد أعلام الصحافة في الجزائر الصف الأول وقوفا على اليمين: أحمد بنيس والطيب بن عيسى ومحمد بن عمر ومحيي الدين القليبي والشعر الأمير محمد الشاذلي خزندار والشيخ محمد الثميني صاحب مكتبة الاستقامة، الصف الثاني وقوفا على اليمين: البشير الفورتي والبشير الخنقي وحمودة الخماسي.

الطيب بن عيسى، ولد حوالي عام 1885 وتوفي عام 1958، صحافي تونسي، مؤسس جريدتي المشير والوزير .

## تكوينه
ينحدر من عائلة ذات أصول جزائرية مستقرة بتونس. وقد درس في البداية في الكتاتيب القرآنية ثم درس بجامع الزيتونة كما تابع دروس المدرسة الخلدونية. وقد اشتغل في متجر أحد أقاربه في حي باب منارة بالعاصمة، وبدأ يساهم بالكتابة في بعض الصحف الصادرة بتونس آنذاك.

## الصحافي
أصدر الطيب بن عيسى جريدته الأولى بعنوان المشير التي صدر عددها الأول في 1 جانفي 1911 غير أنها توقفت غداة أحداث الجلاز في نوفمبر 1911 ولم تعد إلى الصدور إلا في مارس 1920 إلا أنها توقفت في نفس الشهر نتيجة نشر مقال رأت فيه سلطات الحماية أنه مقتبس من كتاب تونس الشهيدة للشيخ عبد العزيز الثعالبي. فأصدر جريدة ثانية تحت عنوان الوزير التي صدر عددها الأول في 5 أفريل 1920 واستمر وجودها حتى توقفت في جانفي 1956. وفي أكتوبر 1957 عاد إلى تسمية جريدته الأولى حيث أصدرها تحت عنوان المشير في عهد الاستقلال الجمهوري.

## الوطني
نشر الطيب بن عيسى عام 1911 مقالا في جريدته المشير دافع فيه عن شرعية سلطة السلطان العثماني على تونس بما اعتبر انتقادا منه لشرعية نظام الحماية الفرنسية في تونس، وهو ما سبب له توبيخا. وغداة تكوين الحزب الحر الدستوري عام 1920 انضم إليه، لكن سرعان ما خرج عنه عام 1921 ليساند الحزب الحر الدستوري المستقل المنشق عن الحزب الأول. وفي عام 1934 ساند الحزب الحر الدستوري الجديد وانتمى إلى مجلسه الملي، وقد سجن غداة أحداث أفريل 1938. وغداة الاستقلال ساند السلطات الجديدة وهذا يظهر من خلال اسم جريدته المشير في عهد الاستقلال الجمهوري.